# Puschwitz
Puschwitz (górnołuż. Bóšicy, wym. [ˈbʊʃit͡sɨ]) – miejscowość i gmina w Niemczech, w kraju związkowym Saksonia, w okręgu administracyjnym Drezno, w powiecie Budziszyn, wchodzi w skład wspólnoty administracyjnej Neschwitz.